# Grand Prix Formule 1 van Duitsland 1952
De Grand Prix Formule 1 van Duitsland 1952 werd gehouden op 3 augustus op de Nordschleife van de Nürburgring in Nürburg. Het was de zesde race van het seizoen.

## Uitslag
| Pos. | Nr. | Coureur             | Constructeur      | Rondes | Tijd / Oorzaak uitval | Grid | Punten |
| ---- | --- | ------------------- | ----------------- | ------ | --------------------- | ---- | ------ |
| 1    | 101 | Alberto Ascari      | Ferrari           | 18     | 3:06:13.3             | 1    | 9S     |
| 2    | 102 | Giuseppe Farina     | Ferrari           | 18     | +14.1                 | 2    | 6      |
| 3    | 117 | Rudolf Fischer      | Ferrari           | 18     | +7:10.1               | 6    | 4      |
| 4    | 103 | Piero Taruffi       | Ferrari           | 17     | +1 Ronde              | 5    | 3      |
| 5    | 108 | Jean Behra          | Gordini           | 17     | +1 Ronde              | 11   | 2      |
| 6    | 119 | Roger Laurent       | Ferrari           | 16     | +2 Rondes             | 17   |        |
| 7    | 121 | Fritz Riess         | Veritas-BMW       | 16     | +2 Rondes             | 12   |        |
| 8    | 125 | Toni Ulmen          | Veritas-BMW       | 16     | +2 Rondes             | 15   |        |
| 9    | 124 | Helmut Niedermayr   | AFM-BMW           | 15     | +3 Rondes             | 22   |        |
| 10   | 113 | Johnny Claes        | HWM-Alta          | 15     | +3 Rondes             | 32   |        |
| 11   | 128 | Hans Klenk          | Veritas           | 14     | +4 Rondes             | 8    |        |
| 12   | 135 | Ernst Klodwig       | BMW               | 14     | +4 Rondes             | 29   |        |
| DNF  | 107 | Robert Manzon       | Gordini           | 8      | Ongeluk               | 4    |        |
| DNF  | 123 | Willi Heeks         | AFM-BMW           | 7      | Opgave                | 9    |        |
| DNF  | 120 | Tony Gaze           | HWM-Alta          | 6      | Versnellingsbak       | 14   |        |
| DNF  | 126 | Adolf Brudes        | Veritas-BMW       | 5      | Motor                 | 19   |        |
| DNF  | 110 | Marcel Balsa        | BMW               | 5      | Opgave                | 25   |        |
| DNF  | 130 | Bernd Nacke         | BMW               | 5      | Ontsteking            | 30   |        |
| DNF  | 116 | Eitel Cantoni       | Maserati          | 4      | As                    | 26   |        |
| DNF  | 136 | Rudolf Krause       | BMW               | 3      | Opgave                | 23   |        |
| DNF  | 118 | Rudolf Schoeller    | Ferrari           | 3      | Ophanging             | 24   |        |
| DNF  | 114 | Bill Aston          | Aston Butterworth | 2      | Oliedruk              | 21   |        |
| DNF  | 109 | Maurice Trintignant | Gordini           | 1      | Ongeluk               | 3    |        |
| DNF  | 127 | Paul Pietsch        | Veritas           | 1      | Versnellingsbak       | 7    |        |
| DNF  | 105 | Felice Bonetto      | Maserati          | 1      | Gediskwalificeerd     | 10   |        |
| DNF  | 112 | Paul Frere          | HWM-Alta          | 1      | Versnellingsbak       | 13   |        |
| DNF  | 122 | Theo Helfrich       | Veritas-BMW       | 1      | Opgave                | 18   |        |
| DNF  | 129 | Josef Peters        | Veritas-BMW       | 1      | Opgave                | 20   |        |
| DNF  | 104 | Piero Carini        | Ferrari           | 1      | Remmen                | 27   |        |
| DNF  | 115 | Gino Bianco         | Maserati          | 0      | Opgave                | 16   |        |

## Statistieken
| Pole-position | Alberto Ascari | Ferrari | 10:04.4 |
| Snelste ronde | Alberto Ascari | Ferrari | 10:05.1 |

## Noot
- Dit was het debuut voor de Duitse coureurs Hans Klenk, Willi Heeks, Fritz Riess, Theo Helfrich, Adolf Brudes, Josef Peters, Helmut Niedermayr, Rudolf Krause, Willi Krakau, Ernst Klodwig, Günther Bechem, Ludwig Fischer, en Harry Merkel; de Zwitserse coureur Rudolf Schoeller en de Franse coureur Marcel Balsa.
- Dit was de vijfde pole position en de tiende podiumplaats voor Alberto Ascari.
- Dit was eveneens de tiende podiumplaats voor Giuseppe Farina.
- Vierde opeenvolgende snelste ronde voor Alberto Ascari, en daarmee verbrak hij het record van Juan Manuel Fangio (3), gevestigd tijdens de Grote Prijs van Zwitserland van 1951.

1931 · 1932 · 1934 · 1935 · 1936 · 1937 · 1938 · 1939 · 1951 · 1952 · 1953 · 1954 · 1956 · 1957 · 1958 · 1959 · 1961 · 1962 · 1963 · 1964 · 1965 · 1966 · 1967 · 1968 · 1969 · 1970 · 1971 · 1972 · 1973 · 1974 · 1975 · 1976 · 1977 · 1978 · 1979 · 1980 · 1981 · 1982 · 1983 · 1984 · 1985 · 1986 · 1987 · 1988 · 1989 · 1990 · 1991 · 1992 · 1993 · 1994 · 1995 · 1996 · 1997 · 1998 · 1999 · 2000 · 2001 · 2002 · 2003 · 2004 · 2005 · 2006 · 2008 · 2009 · 2010 · 2011 · 2012 · 2013 · 2014 · 2016 · 2018 · 2019